# Tryonicus parvus
Tryonicus parvus är en kackerlacksart som först beskrevs av Johann Gottlieb Otto Tepper 1895.  Tryonicus parvus ingår i släktet Tryonicus och familjen storkackerlackor. Inga underarter finns listade i Catalogue of Life.